# Сосновка (парк)
Сосно́вка (Сосно́вский лесопа́рк) — парк в Выборгском районе Санкт-Петербурга. Площадь парка составляет 302 га — это один из крупнейших городских парков. Ограничен проспектами Северным, Тихорецким, Светлановским и Тореза, а также улицами Витковского, Жака Дюкло и Лиственной.
Центральная аллея парка — улица Жака Дюкло.
С 1942 по 1945 год на территории парка действовал военный аэродром Сосновка.

## История Сосновки
В 1830-х годах, когда окрестности Лесного института (нынешней Лесотехнической академии) постепенно превращались в дачную местность, земли к северу от неё, поросшие сосновым лесом, стали именовать Сосновкой. Дачники использовали Сосновку для уединённых прогулок. Известно, что летом 1844 года «по сосновым рядам» любили гулять и беседовать И. С. Тургенев и В. Г. Белинский (у первого была дача на Поклонной Горе, у второго — на нынешнем проспекте Тореза, который тогда именовался Старо-Парголовской дорогой).
Среди жителей центральных районов Петербурга Сосновка имела репутацию дикой окраины, удобной, например, для проведения дуэлей. Так, в феврале 1840 года в Сосновке, приблизительно на месте современного перекрёстка проспектов Тореза и Светлановского, состоялась дуэль М. Ю. Лермонтова с Эрнестом де Барантом, сыном французского посла. Никто не пострадал, но Лермонтова в качестве наказания сослали на Кавказ, где он вскоре был застрелен на очередной дуэли Н. С. Мартыновым.
В 1893 году район Сосновского леса приобрёл в собственность городской голова В. А. Ратьков-Рожнов. После его смерти в 1913 году сыну Ананию досталась южная часть Сосновки, а дочери Ольге — северная. Ананий активно взялся за перепланировку своих владений, прорубил аллеи, намереваясь со временем превратить их в улицы нового дачного района. Самая южная улица-аллея была названа Ананьевской — сегодня это Светлановский проспект. Однако война, а затем революция помешали Ратькову-Рожнову-младшему осуществить свои замыслы. Памятником его усилиям сегодня служат аллеи юго-восточной части Сосновского парка, в целом повторяющие планировку начала XX века.
Ещё в середине XX века на месте Сосновки был просто участок леса. В 1948 году здесь, на окраине Ленинграда, создали стрельбище военно-охотничьего общества (с 2007 года на его месте действует клуб «Олимпиец» Стрелкового союза России). В 1960-х годах, когда стал застраиваться район Шувалово-Озерки, огромный кусок леса решили оставить и сделать лесопарк, которому присвоили название Сосновский. В ноябре 1968 году его переименовали в городской парк «Сосновка».
На севере парка на Лиственной улице до начала XXI века находилось садоводство. Оно располагалось на месте построенного в конце 1920-х годов поселка «Стандарт». Посёлок состоял из финских каркасно-щитовых засыпных домов. Позже часть территории отдали под спортивные сооружения, в том числе мототрек, часть — под садоводство. В начале XXI века садоводство было ликвидировано в связи со строительством многоэтажного жилого комплекса.

### Во время Великой Отечественной войны
Во время Великой Отечественной войны в Сосновке располагался военный аэродром. На аэродроме базировался 44-й истребительный авиационный полк ПВО, в марте 1942 года преобразованный в 11-й гвардейский истребительный авиационный полк ПВО и 34-й гвардейский бомбардировочный авиационный Тихвинский Краснознамённый полк. Взлётная полоса была построена в сентябре — декабре 1941 года. На северо-восточной окраине бывшего аэродрома в феврале 1978 года установили памятник. Неподалёку от него сохранилось мемориальное кладбище лётчиков.
Лишь в 2011 году появились публикации о том, что летом 1942 года в Сосновку с 1-й линии Васильевского острова была переведена спецшкола № 2, занимавшаяся подготовкой диверсионных отрядов с целью оставления их в городе (на случай захвата Ленинграда), а также групп для забрасывания в тыл противника. Для учёбы и проживания курсантов были подобраны брошенные дома в районе современных проспекта Непокорённых и Гжатской улицы (южная часть Сосновки, застроенная после войны жилыми кварталами). Школа существовала вплоть до 1945 года.

## Галерея
Виды парка
Микофауна парка